# Lagynodes botulifer
Lagynodes botulifer är en stekelart som beskrevs av Paul Dessart 1987. Lagynodes botulifer ingår i släktet Lagynodes och familjen trefåresteklar. Inga underarter finns listade i Catalogue of Life.